# Mount González
Mount González är ett berg i Antarktis. Det ligger i Västantarktis. Inget land gör anspråk på området. Toppen på Mount González är 953 meter över havet, eller 1 meter över den omgivande terrängen. Bredden vid basen är 0,04 km.
Terrängen runt Mount González är huvudsakligen kuperad. Trakten är obefolkad. Det finns inga samhällen i närheten.